# Nova Flora Neerlandica
De Nova Flora Neerlandica is een in 2016 begonnen project waarin beoogd wordt een serie boeken te publiceren met daarin een verantwoorde wetenschappelijke beschrijving van alle in het wild voorkomende vaatplanten in Nederland. Het eerste deel van deze flora, met daarin de wolfsklauwen, de biesvarens, de paardenstaarten en de varens, is verschenen in 2021. Het tweede deel, met daarin de Zegges, is verschenen in 2022.